# Split
Split (italijansko Spalato, latinsko Spalatum, starogrško Ασπάλαθος, latinizirano: Aspalathos), pogosto imenovan tudi Mesto pod Marjanom, hrvaško Grad pod Marjanom) je največje in najpomembnejše mesto v Dalmaciji in z dobrimi 160.000 prebivalci (mestna občina po podatkih popisa 2021, samo mesto pa ima okoli 150.000; 1991 še skoraj 200.000) drugo največje mesto na Hrvaškem ter glavno mesto Splitsko-dalmatinske županije, kakor tudi sedež rimskokatoliške Splitsko-makarske nadškofije oz. metropolije ter od 1974 tudi Univerze v Splitu.
Zgodovinsko jedro Splita z Dioklecijanovo palačo je bilo leta 1979 vpisano v Unescov Seznam svetovne dediščine.

## Mikrolokacija
Mesto leži na polotoku (katerega skrajni zahodni del nad starim mestnim jedrom predstavlja hrib Marjan z istoimenskim rtom) na zahodnemu delu Kaštelanskega zaliva in na zuanji strani Splitskega kanala. Vzpetine, ki obkrožajo mesto v ozadju so na ceveru planina Mosor, na severovzhodu gora Kozjak, na vzhodu Perun. Split je obkrožen z otoki Brač, Hvar, Šolta in Čiovo. Trajekti iz luke Split, ki peljejo na te otoke, predstavljajo skorajda izključno povezavo Srednjedalmatinskih otokov s kopnim. V istoimenskem mestnem predelu je znamenita splitska plaža Bačvice, ki je verjetno najbolj znana plaža v Dalmaciji.

## Zgodovina

### Antično obdobje
Grško naselje Aspálathos je bilo ustanovljeno med 4. in 3. stoletjem pred našim štetjem blizu mesta Salone, ki je v 1. stoletju pred našim štetjem postalo rimska kolonija in glavno mesto province Dalmacije. Okoli leta 295 našega štetja je cesar Gaius Aurelius Valerius Diocletianus (ki je vladal od 284 do 305) ukazal, naj se mu zgradi palača v bližini njegovega rojstnega kraja, kjer bo živel po upokojitvi. Palačo so postopoma preuredili v utrjeno naselje, imenovano Spalatum, ki je dobilo vse atribute mesta po padcu Salone v 7. stoletju, ko so se vanj naselili pribežniki iz tega mesta. Kot del Bizantinskega cesarstva je mesto imelo spreminjajočo, vendar kljub temu pomembno politično avtonomijo.

### Srednji vek
Srednjeveška hrvaška država je zavzemala osrednji del vzhodne jadranske obale, vključno z njenim zaledjem, mesta pa so ostala pod bizantinsko upravo. Za kratek čas je Split prišel pod frankovsko, beneško in v 11. stoletju pod hrvaško oblast. V naslednjih stoletjih je Split postopoma razvil svoj hrvaški značaj in postal pomembno središče hrvaške književnosti. Od zgodnjega 12. stoletja je bil Split neodvisna komuna pod upravo ogrskih kraljev. 

### Beneško obdobje
Beneška republika je leta 1420 prevzela oblast v  mestu, ki je potem ostalo pod beneško oblastjo celih 377 let (1420–1797), mesto pa so vodili različni podesti in providurji. Beneška oblast je dala v večjih dalmatinskih mestih in drugod zgraditi svoje utrdbe (kaštele) s stalno vojaško posadko. Splitska utrdba je bila zgrajena leta 1441 in se je do danes ohranila samo delno. Split se je razvil v pomembno pristanišče, tudi z važnimi trgovskimi kopenskimi potmi, ki so vodile v otomansko zaledje preko bližnjega prelaza Klis.
Palača je postala premajhna za vse prebivalce rastočega mesta, ki se je zato širilo proti zahodu in tako podvojilo svojo površino. Zahodni del mesta je bil utrjen z novim obzidjem, ob starem rotovžu z loggio, zgrajenem v beneškem gotskem slogu, pa so uredili nov javni trg.

### Avstrijsko obdobje
Po propadu Beneške republike (1797) in kratkem obdobju francoske vladavine v času Ilirskih provinc (1806–1813), je bilo na Dunajskem kongresu mesto dodeljeno avstrijskemu cesarstvu. V tem avstrijskem obdobju so obnovili rimski akvadukt, zgrajen je bil valobran, do mesta je bila zgrajena železnica, urejene so bile nove ulice, deli starega obzidja pa so bili odstranjeni.

### Kraljevina Jugoslavija, Jugoslavija
Po koncu prve svetovne vojne ter propadu Avstro-Ogrske je bilo mesto sestavni del SHS in nato najpomembnejše pristanišče Kraljevine Jugoslavije. Med drugo svetovno vojno so bili med bombardiranjem uničeni in poškodovani deli pristanišča in starega mesta. Po letu 1945 je mesto doživelo svoj največji gospodarski in demografski razcvet. Zgrajeno je bilo veliko novih tovarn in drugih podjetij, število prebivalcev mesta pa se je potrojilo. V obdobju od leta 1945 do 1990 se je mesto popolnoma spremenilo, razširilo ter zavzelo celoten polotok. Danes je Split drugo največje hrvaško mesto ter gospodarsko in upravno središče osrednje Dalmacije.

## Znamenitosti

### Dioklecijanova palača
Mesto Split je nastalo okrog in v Dioklecijanovi palači, zgrajeni med leti 295 in 305 za upokojenega rimskega cesarja, kot kombinacija razkošne vile in rimske vojaške utrdbe. Cesarska palača je ena najbolje ohranjenih spomenikov rimske arhitekture na svetu. Palača sama ima pravokoten tloris, okoli 215 x 150 metrov, ki je ponekod prilagojen terenu. Razdeljena je bila na štiri dele, ki sta jih med seboj ločevali dve glavni ulici, poimenovani Cardo in Decumanus, vodeči do četverih vrat. Južni del palače je bil namenjen cesarju, severni del pa cesarski gardi, uradnikom in skladiščnim prostorom. Kompleks je bil sezidan iz kamna z otoka Brača in okrašen s številnimi dekorativnimi detajli, kot so levi, sfinge, marmorne in kiparske dekoracije, ki so bili pripeljani iz Italije, Grčije in celo Egipta.
Dioklecijanova palača je imela na kopenski strani v visokem kamnitem obzidju tri z osmerokotnimi stolpi varovane vhode. Južna stranica na morski obali, je imela skozi Porta Aenea - Medena vrata neposreden morski pristop in manj odprtin kot vzhodni zid s Porta Argentea - Srebrnimi vrati in zahodni zid s Porta Ferrea - Železnimi vrati.
Glavni vhod v Dioklecijanovo palačo je bil na severni strani, skozi porta Aurea - Zlata vrata, ter je imel dve zaporedni vratni odprtini, vmes pa z vseh strani branjeno notranje dvorišče, t.i. Propugnaculum. V središču palače je bil na levi strani cesarjev mavzolej, danes katedrala svetega Dujma (dalmatinsko: svetega Duje), na desni strani pa so bili trije templji. Glavni tempelj, ki je še vedno ohranjen, je bil tempelj boga Jupitra, druga dva sta bila posvečena boginjama  Kibeli in Veneri.
Jupitrov tempelj so v času, ko je bil Dioklecijanov mavzolej preoblikovan v mestno katedralo, predelali v krstilnico, ki je ena od večjih mestnih znamenitosti. Njen popolnoma ohranjeni obok ter izredne arhitekturne značilnosti še vedno preučujejo arheologi, umetnostni zgodovinarji in arhitekti z vsega sveta.
Cesarsko preddverje je bilo nekdaj prekrito z veliko kupolo in še pred pol stoletja so ljudje v njem prebivali. Stavbe iz različnih zgodovinskih obdobij in stilov so zelo dobro ohranjene. Dioklecijanova palača se je sčasoma preoblikovala v mesto, vendar je ena od redkih kulturnih spomenikov na svetu, v katerem ljudje še živijo. Cesarjeva palača je eno izmed najpomembnejših del poznoantične arhitekture, ne samo po ohranjenosti posameznih izvirnih delov in celotnega kompleksa, ampak tudi po nizu originalnih arhitektonskih oblik, ki oznanjajo novo zgodnjekrščansko, bizantinsko in zgodnjesrednjeveško umetnost.

### Splitska stolnica
Stolnica je bila prvotno posvečena Devici Mariji, toda koncem srednjega veka so jo poimenovali po zavetniku mesta Svetemu Dujmu (dalmatinsko Sveti Duje). Splitska stolnica je znana po portalu, delu  Andrije Buvina, kiparja in slikarja iz 13. stoletja, enem najboljših primerkov romanskega kiparstva na Hrvaškem, ter po izrezljanih lesenih vratih, na katerih je predstavljeno 28 prizorov iz Jezusovega življenja.
Prvotno je bila Dioklecijanov mavzolej, pred njo je peristil, v njenem sklopu pa romanski zvonik ter baročni kor. V celotni palači predstavlja stolnica najbolj pomembno stavbo, ki jo občudujejo zaradi njenih masivnih kamnitih zidov, edinstvenega načina gradnje opečne kupole ter dobro ohranjene antične dekoracije. Prav tako pomembna je bogata zbirka umetnin, ki se je v stolnici ohranila vse od časov spremembe mavzoleja v stolnico v 6. stoletju. Od leta 1996 potekajo obnovitvena dela na najbolj ogroženih mestih stolnice.

## Demografija
| Pregled števila prebivalcev po letih | Pregled števila prebivalcev po letih | Pregled števila prebivalcev po letih | Pregled števila prebivalcev po letih | Pregled števila prebivalcev po letih | Pregled števila prebivalcev po letih | Pregled števila prebivalcev po letih | Pregled števila prebivalcev po letih | Pregled števila prebivalcev po letih | Pregled števila prebivalcev po letih | Pregled števila prebivalcev po letih | Pregled števila prebivalcev po letih | Pregled števila prebivalcev po letih | Pregled števila prebivalcev po letih | Pregled števila prebivalcev po letih |         |         |
| ------------------------------------ | ------------------------------------ | ------------------------------------ | ------------------------------------ | ------------------------------------ | ------------------------------------ | ------------------------------------ | ------------------------------------ | ------------------------------------ | ------------------------------------ | ------------------------------------ | ------------------------------------ | ------------------------------------ | ------------------------------------ | ------------------------------------ | ------- | ------- |
| 1857                                 | 1869                                 | 1880                                 | 1890                                 | 1900                                 | 1910                                 | 1921                                 | 1931                                 | 1948                                 | 1953                                 | 1961                                 | 1971                                 | 1981                                 | 1991                                 | 2001                                 | 2011    | 2021    |
| 10.358                               | 12.196                               | 14.815                               | 15.697                               | 18.853                               | 21.738                               | 25.052                               | 35.332                               | 50.075                               | 60.703                               | 80.902                               | 123.756                              | 169.322                              | 189.388                              | 175.140                              | 178.192 | 162.873 |

Leta 2001 je mesto imelo 188.694 prebivalcev (upravno območje-Grad Split, samo mesto 175.000), od tega je bilo več kot 90 % Hrvatov., medtem ko je deset let prej (ob razglasitvi neodvisnosti Hrvaške) skoraj 200.000.